# Dehomag
Treść tego artykułu może nie być zgodna z zasadami neutralnego punktu widzenia.
Dokładniejsze informacje o tym, co należy poprawić, być może znajdują się w dyskusji tego artykułu.
 Po wyeliminowaniu niedoskonałości należy usunąć szablon {{Dopracować}} z tego artykułu.

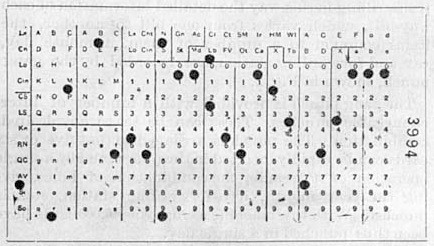
Karta perforowana Holleritha

Dehomag (Deutsche Hollerith-Maschinen Gesellschaft mbH) – niemieckie przedsiębiorstwo należące do amerykańskiego koncernu informatycznego IBM, mające monopol na rynku III Rzeszy podczas II wojny światowej. Nazwa jest akronimem niemieckiej nazwy Deutsche Hollerith-Maschinen Gesellschaft mbH („Niemieckie Maszyny Holleritha Sp. z o.o.”; Hollerith jest nazwiskiem amerykańskiego wynalazcy technologii kart perforowanych, Hermana Holleritha, który opracował ją w Stanach Zjednoczonych w 1880 r.). Przedsiębiorstwo powstało w 1910 r.

## Działalność Dehomagu w III Rzeszy
Dehomag zaopatrywał władze III Rzeszy w nowoczesne maszyny liczące i karty perforowane, szkolił operatorów oraz serwisował sprzęt IBM. W sumie naziści używali kilkuset maszyn sortujących Holleritha dostarczonych przez firmę Dehomag, a w trakcie opracowania danych wykorzystali ok. 80 mln kart perforowanych. Technologii tej użyto między innymi do przygotowania w 1939 r. ataku na Polskę (Fall Weiss) oraz zwiększenia efektywności planu tzw. ostatecznego rozwiązania kwestii żydowskiej. Niemcy posłużyli się również systemem kart podczas przeprowadzania spisów powszechnych w latach 1933 i w 1939. Dzięki amerykańskiej technologii mogli pozyskać, skatalogować i opracować precyzyjne informacje na temat struktury społecznej Niemiec, co pozwoliło im później na szybkie odnajdywanie osób pochodzenia żydowskiego, polskiego, komunistów i innych „wrogów Rzeszy”. Naziści zbierali tak dokładne dane pod pretekstem, że wymagają ich urzędy skarbowe. W rzeczywistości informacje takie jak np. „pochodzenie dziadków” przekazywano do berlińskiego Urzędu Statystycznego, a wykorzystywała je SD oraz Referat II Adolfa Eichmanna. Dane o pochodzeniu dalekich przodków wykorzystane zostały później w określaniu czystości rasowej obywateli Niemiec.

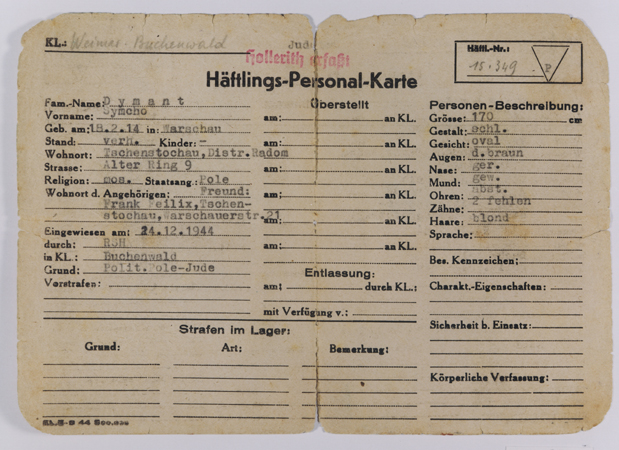
Pochodząca z kartoteki więźniów karta polskiego Żyda (niem.: Häftlings-Personal-Karte) urodzonego w Warszawie i uwięzionego w Buchenwaldzie, skatalogowana według systemu Holleritha. Dane te przenoszono potem na karty perforowane

Maszyny sortujące zainstalowane były we wszystkich obozach koncentracyjnych. Umożliwiały kontrolę transportów kolejowych i ogólnie ułatwiały prowadzenie operacji odszukania, przemieszczenia i wymordowania milionów ludzi w całej okupowanej Europie. Edwin Black, autor książki IBM i Holocaust, który kilka lat poświęcił na badania działalności firmy Dehomag, stwierdził, że „Holocaust dokonałby się z firmą IBM albo bez niej, ale Holocaust, jaki znamy, zagłada ludzi na wielką skalę, to Holocaust technologii IBM. To ona umożliwiła nazistom osiągnięcie wielkiego wymiaru, szybkości i skuteczności... Nie ulega wątpliwości, że do maja 1939 r. zarejestrowano, zbadano, ponumerowano i odpowiednio zaklasyfikowano niemal każdego praktykującego Żyda”.
W początkowym okresie II wojny światowej władze współpracowały też bezpośrednio z amerykańską centralą IBM. Oddział IBM w Nowym Jorku opracował specjalny program do zarządzania ruchem kolejowym w Generalnym Gubernatorstwie, który został wykorzystany podczas Holocaustu. Niemieckie Ministerstwo Transportu używało maszyn IBM, nad którymi pieczę sprawował warszawski oddział firmy, nadzorowany przez Nowy Jork. Niemiecki menadżer firmy Dehomag Hermann Rottke składał regularne raporty z pracy oddziału prezesowi IBM Thomasowi J. Watsonowi. W owym okresie ministerstwo to zajmowało się m.in. organizacją transportów więźniów politycznych do obozów koncentracyjnych. Ścisła współpraca pomiędzy III Rzeszą a IBM trwała do momentu przystąpienia USA do wojny w 1941 r.
Podczas II wojny światowej III Rzesza była po USA drugim co do wielkości rynkiem zbytu maszyn, technologii kart perforowanych oraz systemu zarządzania danymi. Nazistowski system totalitarny wymagający stałej kontroli wielu aspektów życia obywateli powodował wzrost biurokracji. Ciągły nadzór, konieczność sporządzania szczegółowych raportów oraz potrzeba przechowywania ogromnej ilości danych powodowała, że zautomatyzowane systemy przetwarzania IBM były niezwykle pomocne w zarządzaniu tymi informacjami. Technologia dostarczona nazistom przez IBM spotkała się z tak dużym uznaniem, że prezes koncernu, Thomas Watson, uchodzący za najbardziej wpływową postać amerykańskiego biznesu i prawą rękę Franklina Roosevelta, w 1937 r. otrzymał z rąk Adolfa Hitlera najwyższe odznaczenie przyznawane „obcokrajowcom zasłużonym dla Rzeszy Niemieckiej”.

## Procesy
9 lutego 2001 ofiary nazizmu zaskarżyły firmę IBM w nowojorskim sądzie. Pozew stawiał firmie zarzuty świadomego dostarczania III Rzeszy technologii, która ułatwiała prześladowania i ludobójstwo, oraz kierowania niemiecką filią firmy. Jedna z maszyn sortujących Holleritha – patent korporacji IBM – jest obecnie eksponowana w Muzeum Holocaustu w Waszyngtonie. Romowie zaskarżyli IBM w szwajcarskim sądzie kilka lat później, ale proces został oddalony z powodu przedawnienia.